# Hội trường chợ Wrocław

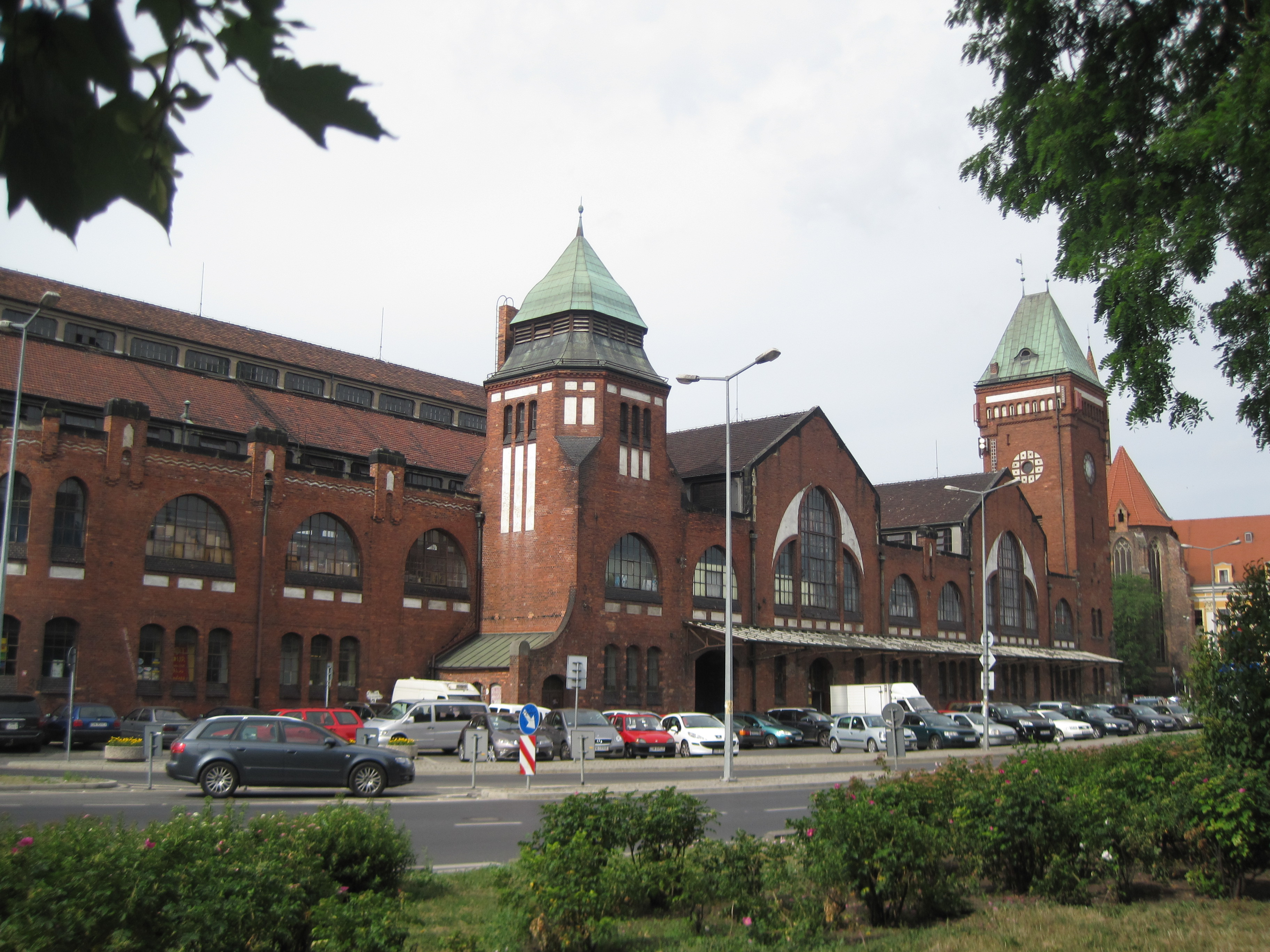
Hội trường chợ Wrocław

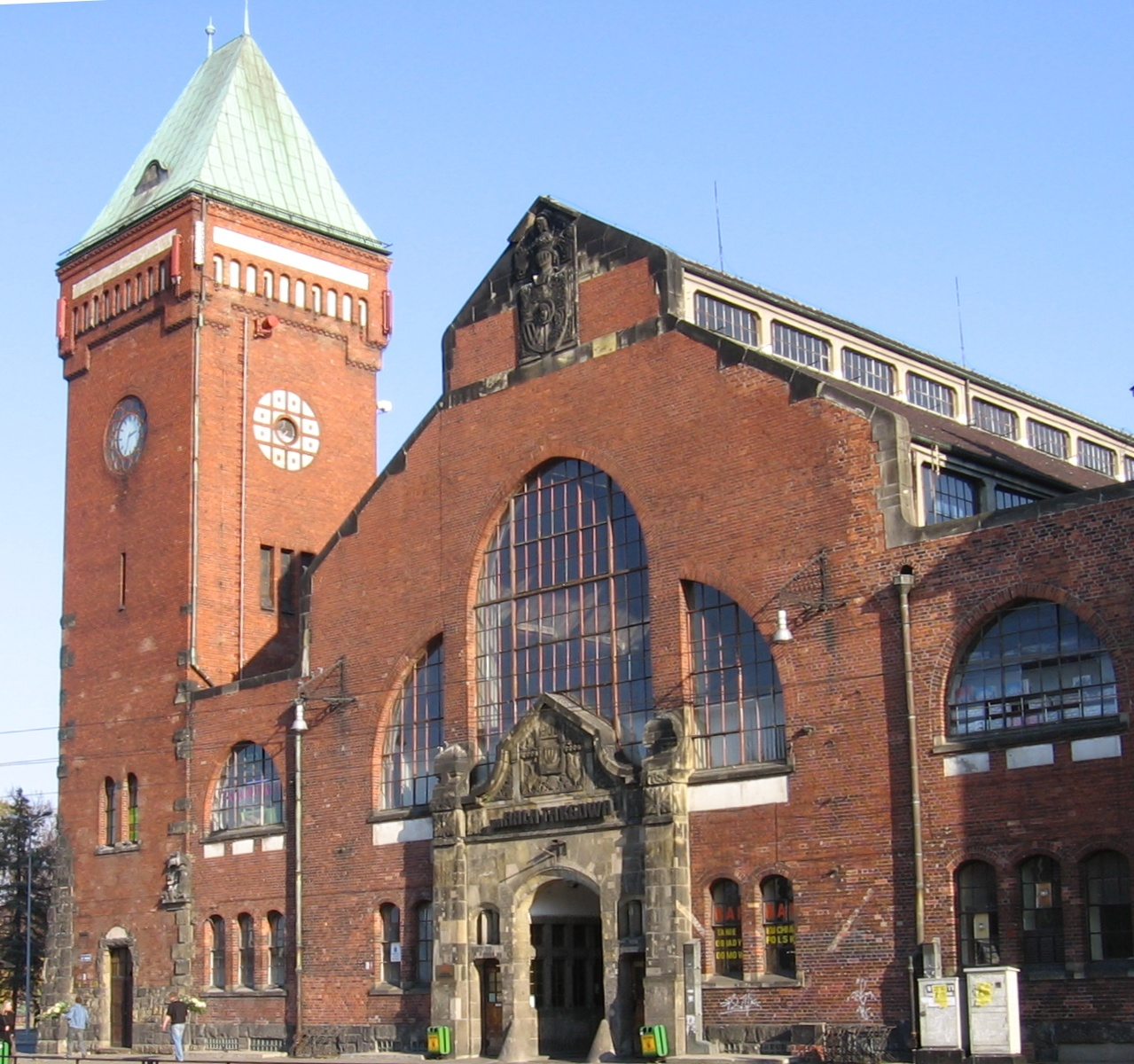
Warsaw Hala Targowa pl. Nankera

Hội trường chợ Wrocław (tiếng Ba Lan: Hala Targowa we Wrocławiu, tiếng Đức: Breslauer Markthalle) được thiết kế bởi Richard Plüddemann và được xây dựng từ năm 1906-08  với tên gọi là Breslauer Markthalle Nr 1, khi thành phố này từng là một phần của Đức. Nó nằm ở Ulica Piaskowa (Sandstraße), tại ngã ba của Plac Nankiera (Ritterplatz) và Ulica Sw. Ducha (Heiligegeiststraße) gần Quảng trường Chợ, Wrocław và các quận lâu đời nhất của Wrocław. Hội trường đã được hoàn thành cùng với tòa nhà tương tự tại Ulica Kolejowa. Cả hai tòa nhà được tạo ra để tổ chức giao dịch thương mại ở trung tâm thành phố. Sau khi hoàn thành, tất cả các chợ đường phố đã được chuyển vào các hội trường mới mở.
Tòa nhà không bị hư hại nghiêm trọng trong Thế chiến II và được tiếp tục được sử dụng như dự định ban đầu ngay sau đó. Nó đã được đổi mới hoàn toàn giữa những năm 1980-83. Hội trường chờ Wrocław vẫn là một trong những chợ truyền thống lớn nhất trong thành phố. Hội trường Kolejowa đã bị phá hủy trong chiến tranh và đã bị dỡ bỏ vào năm 1973.

## Kiến trúc
Hội trường nổi tiếng với ứng dụng cải tiến của các vì kèo làm bằng bê tông cốt thép, vốn là hội trường duy nhất ở châu Âu thời bấy giờ. 

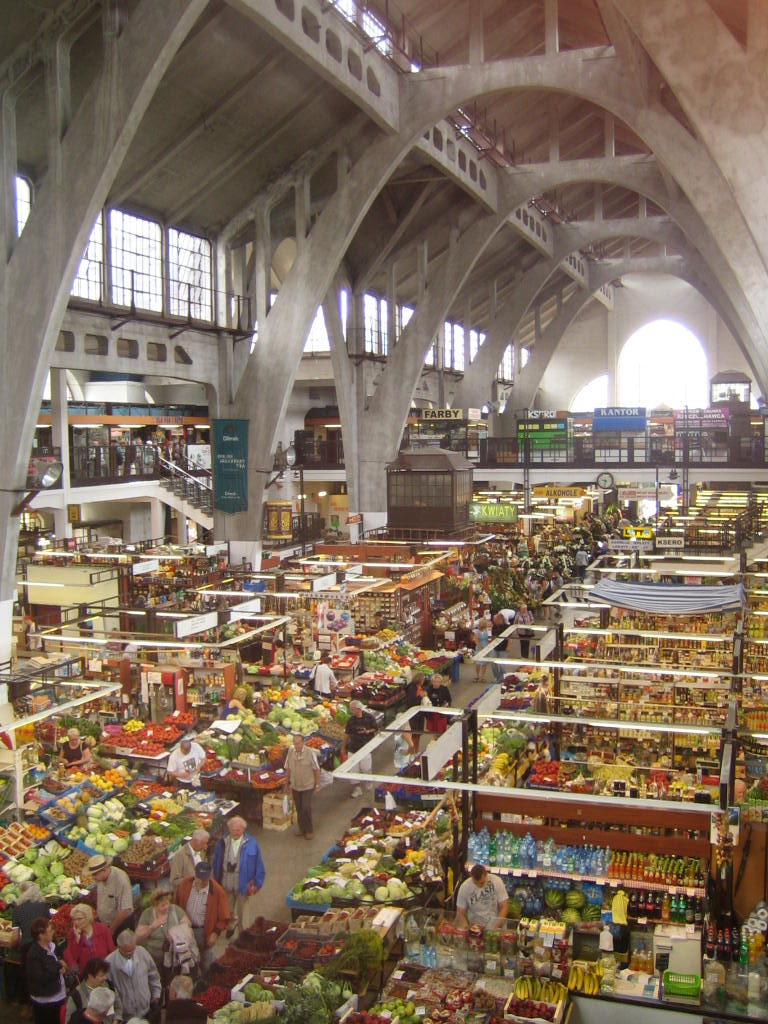
Nhìn từ ban công